# Isla Dauto
Isla Dauto är en ö i Mexiko. Den ligger i lagunen Ensenada Pabellones och hör till kommunen Navolato (kommun) i delstaten Sinaloa, i den västra delen av landet.